# Moschiano
Moschiano – miejscowość i gmina we Włoszech, w regionie Kampania, w prowincji Avellino.
Według danych na 1 stycznia 2022 roku gminę zamieszkiwało 1565 osób (748 mężczyzn i 817 kobiet).